# Брегалнишко-Струмишки корпус
Брегалнишко-Струмишки корпус е комунистическа партизанска единица във Вардарска Македония, участвала в така наречената Народоосвободителна войска на Македония.
Създаден е на 3 октомври 1944 година. Според Пецо Трайков, първия командир на корпуса е създаден със заповед № 2 от 7 октомври 1944 г. на Главния щаб на Народоосвободителната армия и партизанските отряди на Македония В състава му влизат Народоосвободителна бригада „Гоце Делчев“, петдесета и петдесет и първа македонски дивизии на НОВЮ. Продоволствието на корпуса се осигурява от Главното интендантство на четвърта българска армия. Районът на действие на корпуса от предвоенната гранична линия на България до река Вардар и от Брегалница до река Струмица. На 22 октомври корпуса освобождава Кочани, на 5 ноември Струмица, на 7 ноември Валандово, на 8 ноември Щип. След освобождаването на Струмица петдесет и първа дивизия на НОВЮ затваря приходящите пътища от Гърция и България, докато петдесета дивизия остава да действа в района на Скопие. Корпусът е разформирован през първата половина на декември 1944 година и военните му части са разпръснати към други единици.

## Дейци
- Пецо Трайков – първи командир[3] от 7 октомври 1944 г.
- Благое Стефков, командир